# 尹集乡
尹集乡，是中华人民共和国湖北省襄阳市襄城区下辖的一个乡镇级行政单位。

## 行政区划
尹集乡下辖以下地区：
尹集社区、尹集村、白云村、凤凰村、青龙村、肖冲村、江当村和姚庵村。